# Amblyomma oudemansi
Amblyomma oudemansi är en fästingart som beskrevs av Neumann 1910. Amblyomma oudemansi ingår i släktet Amblyomma och familjen hårda fästingar.
Artens utbredningsområde är Papua Nya Guinea. Inga underarter finns listade i Catalogue of Life.